# Puerto de Sanju
El Sanju, o Sanju-la (chino: 桑株古道), con una elevación de 5.364 metros, es un histórico puerto de montaña en las montañas Kun Lun en el condado de Pishan, prefectura de Jotán, Xinjiang, China. Durante la antigüedad, fue el último de una serie de pasos difíciles en la ruta más común de caravanas de verano entre Ladakh y la cuenca del Tarim. En los últimos años, además de ser usado por los locales, se ha convertido en una ruta de senderismo para los excursionistas chinos.

## Historia

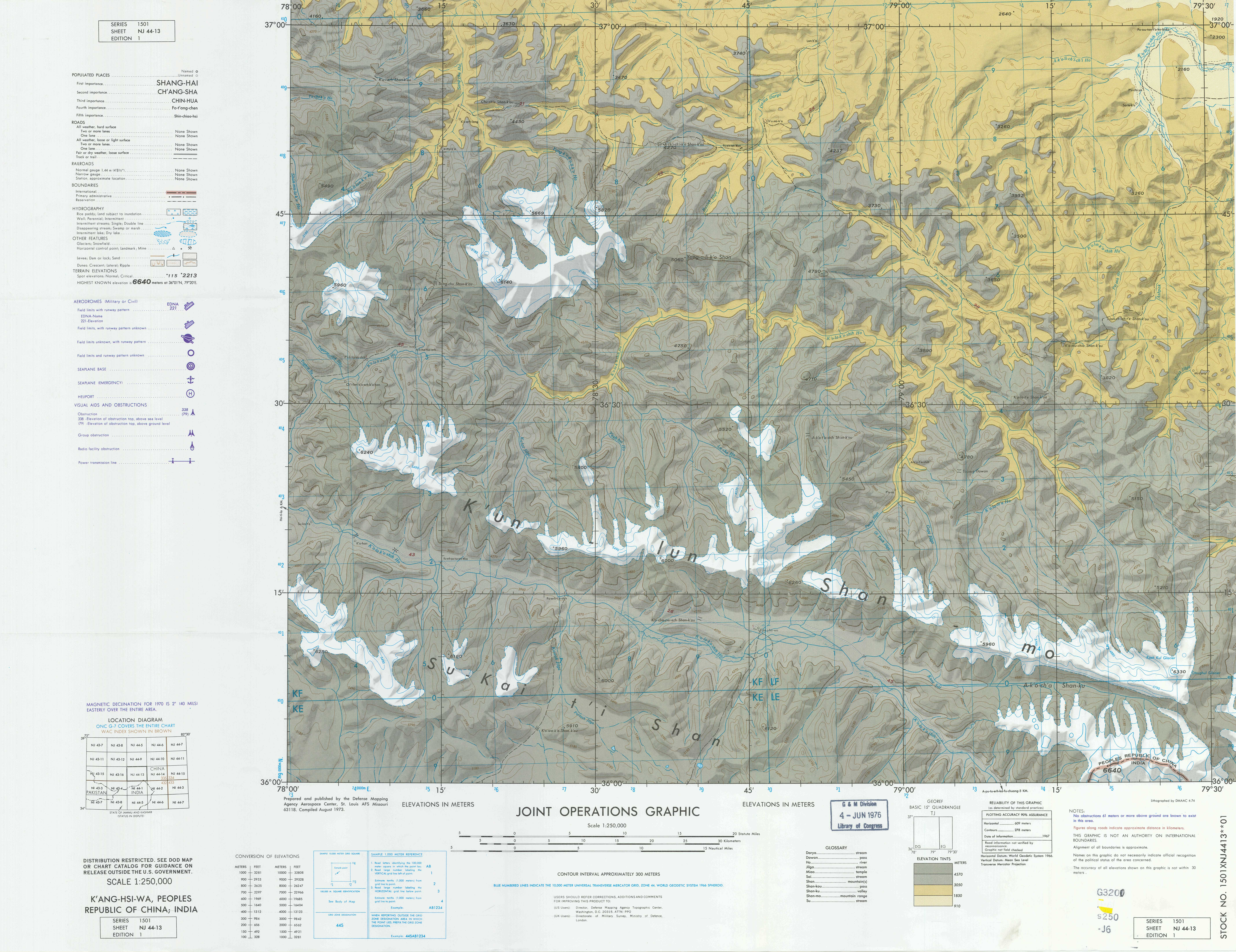
Mapa que incluye el puerto de Sanju (etiquetado como Sang-chu Shan-k'ou) (DMA, 1973)

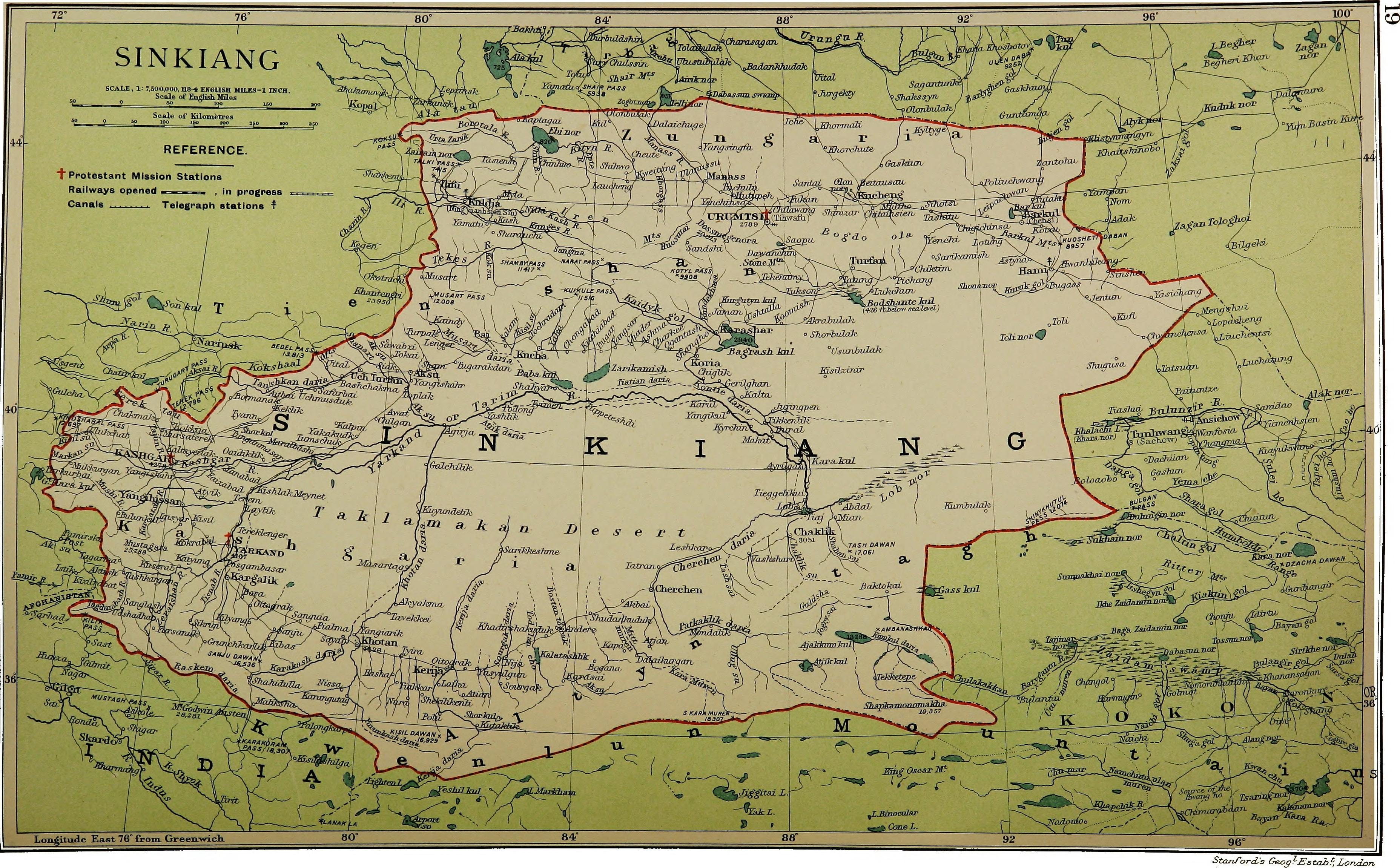
Mapa que incluye el puerto de Sanju (etiquetado como Sanju Dawan) (1917)

### Rutas de caravanas
Históricamente, la ruta principal desde el norte de la India hasta la cuenca del Tarim pasaba por el valle de Nubra en Ladakh a través del puerto de Sasser, cubierto de hielo (5.411 metros) y el puerto de Karakoram, aún más alto (5.575 metros), y el puerto de Suget, relativamente fácil, hasta la localidad que sirve como punto de escalada de Shahidulla. Desde allí, en verano, las caravanas normalmente se dirigían al norte a través del paso de Sanju hasta la moderna Guma (Pishan) en la cuenca del Tarim y luego al noroeste a Karghalik y Yarkand o al noreste a Jotán.
Después de atravesar el puerto de Sanju, las caravanas descendían al pueblo de Sanju, desde donde una buena carretera de 196 km conducía  a Yarkand, encontrándose con la ruta de Kilian en Bora y las rutas de Kilik y Kugiar en Karghalik.
Desde Shahidula hasta la cuenca del Tarim el viajero podía elegir entre tres puertos, el Kilik (que no debe confundirse con el puerto del Kilik que va desde el valle de Hunza al norte), el puerto de Kilian y el Sanju; pero la ruta habitual de las caravanas en el siglo XIX era a través del paso del Sanju
Según se sabe, el puerto de Kilik era utilizado con frecuencia por los comerciantes balti con sede en Yarkand y tenía abundante forraje y combustible en cada etapa. Se decía que era la ruta más fácil y corta, pero los comerciantes no podían usarla por razones políticas. Los viajeros también solían verse impedidos de acceder a ella durante períodos considerables en tiempo caluroso debido a la crecida del Toghra a unos 14 km por debajo de Shahidula. Después de cruzar el puerto, la ruta se unía a la de Kugiar en Beshterek, a un día de marcha al sur de Karghalik.
Aparentemente, el Kilian era antes el puerto más frecuentado, aunque era poco usado en el siglo XIX excepto a veces en verano. Es más alto que el paso de Sanju y también impracticable para caballos cargados, pero según se informa no es tan difícil de cruzar. El camino desciende luego al pueblo de Kilian y, después de dos días de marcha, se llega a Bora por el camino entre Sanju y Karghalik. La cima del puerto siempre está cubierta de hielo y nieve y no es practicable para los caballos cargados - hay que usar yaks.

### La reclamación de Cachemira en elsigloXIX
Durante la rebelión de los dunganes en 1862 el estatus político de Xinjiang como parte de la dinastía Qing se volvió incierto. La frontera entre la India británica y el estado semiindependiente de Cachemira con Xinjiang se convirtió en un asunto de cierta importancia. En un intento por afirmar el control de las montañas Kunlun, el Maharajá de Cachemira construyó un fuerte en Shahidulla, y tuvo tropas estacionadas allí durante algunos años para proteger las caravanas. Con el tiempo, la mayoría de las fuentes situaron Shahidulla y el río Karakash superior  dentro del territorio de Xinjiang. Según Francis Younghusband, que exploró la región a finales del decenio de 1880, solo había un fuerte abandonado y no una casa habitada en Shahidulla cuando él estaba allí - era solo un puesto de paso y un cuartel general  para los kirguises nómadas. El fuerte abandonado aparentemente había sido construido unos años antes por los cachemires. Hay pruebas de que los chinos habían extraído jade en la región al menos desde la última dinastía Han y hasta que las canteras fueron abandonadas durante la rebelión musulmana de 1863-4, justo antes del viaje del Sr. Johnson en 1865.
Thomas Douglas Forsyth, a quien se le encomendó la tarea de visitar la Corte de Atalik Ghazi tras la visita, el 28 de marzo de 1870, del enviado de Atalik Ghazi, Mirza Mohammad Shadi, declaró que "es muy inseguro definir la frontera de Cachemira en dirección al Karakoram.... Entre el Karakoram y el Karakash, el altiplano es descrito, quizás con razón, como una tierra de nadie, pero diría que con tendencia a convertirse en propiedad de Cachemira".
Dos etapas más allá de Shahidulla, mientras la ruta se dirigía al paso de Sanju, el grupo de Forsyth cruzó el Tughra Su y pasó por un puesto avanzado llamado Nazr Qurghan. "Este era atendido por soldados de Yarkand". En palabras de John Lall, "Aquí tenemos un ejemplo temprano de coexistencia. Los puestos de avanzada de Cachemira y Yarkandi estaban a solo dos etapas de distancia a cada lado del río Karakash..." al noroeste del Hindutash en la región fronteriza nororiental de Cachemira. Este era el statu quo que existía en el momento de la misión de Forsyth a Kashgar en 1873-74.

### Consecuencias
Desde que China reafirmó el control de toda la región en 1878, se ha considerado parte de Xinjiang y así ha permanecido desde entonces. Shahidulla está bastante al norte de cualquier territorio reclamado por la India o  Pakistán, mientras que los puertos de Sanju y Kilian están más al norte de Shahidulla. Una importante carretera china, la Carretera Nacional China 219, va desde Kargilik (Yecheng) en la cuenca del Tarim, hacia el sur a través de Shahidulla, y a través de la controvertida región de Aksai Chin, aún reclamada por la India, y hacia la región autónoma del Tíbet nororiental.